# Bråtgöl (Målilla socken, Småland)
Bråtgöl är en sjö i Hultsfreds kommun i Småland och ingår i Viråns huvudavrinningsområde.